# Белоградовка (район Шал акына)
Белоградовка (каз. Белоградовка) — село в районе Шал акына Северо-Казахстанской области Казахстана. Село входит в состав Юбилейного сельского округа. Код КАТО — 595655200. 

## Население
В 1999 году численность населения села составляла 177 человек (85 мужчин и 92 женщины). По данным переписи 2009 года, в селе проживало 157 человек (73 мужчины и 84 женщины).